# Tour de Nuremberg féminin 2005
La 9e édition du Tour de Nuremberg féminin a lieu le 11 septembre 2005. C'est la onzième et dernière épreuve de la Coupe du monde. Elle est remportée par l'Italienne Giorgia Bronzini.

## Équipes
| Équipes féminines professionnelles (12)- Buitenpoort-Flexpoint - Bianchi Aliverti - ELK Haus Nö - Equipe Nürnberger Versicherung - Nobili Rubinetterie-Menikini - S.A.T.S. - SC Michela Fanini Record Rox - Safi-Pasta Zara Manhattan - Therme Skin Care - Univega Pro Cycling Team - Van Bemmelen-AA Drink - Vlaanderen-Capri Sonne-T Interim Équipes nationales (7)- Allemagne - Autriche - Canada - France - Italie - Pologne - Suisse Équipe féminines amateur (3)- Cube Feminin - Toyota Motor Company-Zugvogel Berlin - Team Stuttgart |
| |

## Parcours
Neuf tours d'un circuit long de 12,9 km sont effectués. Celui-ci est plat, à l'exception d'un très légère montée vers le château, et emprunte des routes larges avec peu de virages.

## Favorites
Cette dernière manche de Coupe du monde rapporte le double de points par rapport aux autres. Oenone Wood mène l'épreuve mais n'est pas encore assurée de l'emporter, Mirjam Melchers-Van Poppel et Susanne Ljungskog, toutes deux de la formation Buitenpoort-Flexpoint, pouvant encore la devancer.

## Récit de la course
Melchers-Van Poppel et Ljungskog font partie de plusieurs offensives, mais n'y livrent pas toutes leurs forces. Oenone Wood lance le sprint, mais est devancée par Rochelle Gilmore et Giorgia Bronzini. Sa troisième place lui suffit pour remporter la Coupe du monde.

## Classements

### Classement final
| \| Classement général \| Classement général \| Classement général \| Classement général \| Classement général \| \| Coureuse \| Coureuse \| Pays \| Équipe \| Temps \| \| ------------------ \| --------------------- \| ------------------ \| ------------------------------ \| ------------------ \| \| 1re \| Giorgia Bronzini \| Italie \| Italie \| 2 h 45 min 23 s \| \| 2e \| Rochelle Gilmore \| Australie \| Safi-Pasta Zara Manhattan \| + 0 s \| \| 3e \| Oenone Wood \| Australie \| Equipe Nürnberger Versicherung \| + 0 s \| \| 4e \| Katia Longhin \| Italie \| SC Michela Fanini Record Rox \| + 0 s \| \| 5e \| Ina-Yoko Teutenberg \| Allemagne \| Allemagne \| + 0 s \| \| 6e \| Dorte Lohse Rasmussen \| Danemark \| S.A.T.S \| + 0 s \| \| 7e \| Suzanne de Goede \| Pays-Bas \| Van Bemmelen-AA Drink \| + 0 s \| \| 8e \| Priska Doppmann \| Suisse \| Univega Pro Cycling Team \| + 0 s \| \| 9e \| Sarah Düster \| Allemagne \| Therme Skin Care \| + 0 s \| \| 10e \| Joanne Kiesanowski \| Nouvelle-Zélande \| Nobili Rubinetterie-Menikini \| + 0 s \| |                       |                  |                                |                 |
| |                       |                  |                                |                 |
| Source : Cycling Quotient |                       |                  |                                |                 |
| Classement général |                       |                  |                                |                 |
| Coureuse | Coureuse              | Pays             | Équipe                         | Temps           |
| 1re | Giorgia Bronzini      | Italie           | Italie                         | 2 h 45 min 23 s |
| 2e | Rochelle Gilmore      | Australie        | Safi-Pasta Zara Manhattan      | + 0 s           |
| 3e | Oenone Wood           | Australie        | Equipe Nürnberger Versicherung | + 0 s           |
| 4e | Katia Longhin         | Italie           | SC Michela Fanini Record Rox   | + 0 s           |
| 5e | Ina-Yoko Teutenberg   | Allemagne        | Allemagne                      | + 0 s           |
| 6e | Dorte Lohse Rasmussen | Danemark         | S.A.T.S                        | + 0 s           |
| 7e | Suzanne de Goede      | Pays-Bas         | Van Bemmelen-AA Drink          | + 0 s           |
| 8e | Priska Doppmann       | Suisse           | Univega Pro Cycling Team       | + 0 s           |
| 9e | Sarah Düster          | Allemagne        | Therme Skin Care               | + 0 s           |
| 10e | Joanne Kiesanowski    | Nouvelle-Zélande | Nobili Rubinetterie-Menikini   | + 0 s           |

## Liste des participantes
| Equipe Nürnberger Versicherung NUR | Equipe Nürnberger Versicherung NUR | Equipe Nürnberger Versicherung NUR |
| ---------------------------------- | ---------------------------------- | ---------------------------------- |
| Num                                | Coureuse                           | Pos                                |
| 2                                  | Olivia Gollan (AUS)                | 97e                                |
| 3                                  | Regina Schleicher (GER) (route)    | 95e                                |
| 4                                  | Anke Wichmann (GER)                | 94e                                |
| 5                                  | Oenone Wood (AUS)                  | 3e                                 |
| 6                                  | Trixi Worrack (GER)                | 46e                                |
| 8                                  | Madeleine Lindberg (SWE)           | 96e                                |

| Buitenpoort-Flexpoint BFL | Buitenpoort-Flexpoint BFL       | Buitenpoort-Flexpoint BFL |
| ------------------------- | ------------------------------- | ------------------------- |
| Num                       | Coureuse                        | Pos                       |
| 11                        | Susanne Ljungskog (SWE) (route) | 13e                       |
| 12                        | Mirjam Melchers (NED)           | 11e                       |
| 13                        | Tanja Schmidt-Hennes (GER)      | 14e                       |
| 14                        | Luise Keller (GER)              |                           |
| 15                        | Linda Serup (DEN)               | 43e                       |
| 19                        | Sandra Rombouts (NED)           | 78e                       |

| Van Bemmelen-AA Drink BAA | Van Bemmelen-AA Drink BAA | Van Bemmelen-AA Drink BAA |
| ------------------------- | ------------------------- | ------------------------- |
| Num                       | Coureuse                  | Pos                       |
| 21                        | Sara Carrigan (AUS)       | 42e                       |
| 22                        | Natalie Bates (AUS)       | 88e                       |
| 24                        | Suzanne de Goede (NED)    | 7e                        |
| 26                        | Theresa Senff (GER)       | 49e                       |
| 27                        | Katherine Bates (AUS)     | AB                        |
| 29                        | Sandra Missbach (GER)     | 98e                       |

| Nobili Rubinetterie-Menikini NMC | Nobili Rubinetterie-Menikini NMC | Nobili Rubinetterie-Menikini NMC |
| -------------------------------- | -------------------------------- | -------------------------------- |
| Num                              | Coureuse                         | Pos                              |
| 32                               | Joanne Kiesanowski (NZL)         | 10e                              |
| 34                               | Miho Oki (JPN) (route)           | 25e                              |
| 36                               | Daniela Fusar Poli (ITA)         | 26e                              |
| 39                               | Milena Pirola (ITA)              | 84e                              |

| Bianchi Aliverti ALI | Bianchi Aliverti ALI    | Bianchi Aliverti ALI |
| -------------------- | ----------------------- | -------------------- |
| Num                  | Coureuse                | Pos                  |
| 52                   | Barbara Cazzaniga (ITA) | 74e                  |
| 53                   | Lise Christensen        | 68e                  |
| 54                   | Luisa Tamanini (ITA)    | 31e                  |
| 55                   | Erika Vilūnaitė (LTU)   | 48e                  |

| Safi-Pasta Zara Manhattan SAF | Safi-Pasta Zara Manhattan SAF | Safi-Pasta Zara Manhattan SAF |
| ----------------------------- | ----------------------------- | ----------------------------- |
| Num                           | Coureuse                      | Pos                           |
| 61                            | Nicole Cooke (GBR) (route)    | 38e                           |
| 62                            | Rochelle Gilmore (AUS)        | 2e                            |
| 64                            | Zita Urbonaitė (LTU)          | 32e                           |
| 65                            | Diana Žiliūtė (LTU)           | 21e                           |
| 66                            | Anna Zugno (ITA)              | 47e                           |
| 69                            | Gessica Turato (ITA)          | 45e                           |

| Univega Pro Cycling Team UPT | Univega Pro Cycling Team UPT | Univega Pro Cycling Team UPT |
| ---------------------------- | ---------------------------- | ---------------------------- |
| Num                          | Coureuse                     | Pos                          |
| 71                           | Priska Doppmann (SUI)        | 8e                           |
| 73                           | Christiane Soeder (AUT)      | 71e                          |
| 75                           | Emma Rickards (AUS)          | 16e                          |

| SC Michela Fanini Record Rox MIC | SC Michela Fanini Record Rox MIC | SC Michela Fanini Record Rox MIC |
| -------------------------------- | -------------------------------- | -------------------------------- |
| Num                              | Coureuse                         | Pos                              |
| 82                               | Alessandra Borchi (ITA)          | 89e                              |
| 83                               | Annette Beutler (SUI)            | 24e                              |
| 84                               | Małgorzata Wysocka (POL)         | 27e                              |
| 85                               | Katia Longhin (ITA)              | 4e                               |
| 86                               | Letizia Giardinelli (ITA)        | 90e                              |
| 87                               | Elisa Maggini (ITA)              | AB                               |

| ELK Haus Nö CRE | ELK Haus Nö CRE            | ELK Haus Nö CRE |
| --------------- | -------------------------- | --------------- |
| Num             | Coureuse                   | Pos             |
| 91              | Andrea Graus (AUT) (route) | 20e             |
| 92              | Monica Holler (SWE)        | 34e             |
| 93              | Isabella Wieser (AUT)      | 19e             |
| 94              | Claudia Häusler (GER)      | 55e             |
| 95              | Patricia Hempel (GER)      | 75e             |
| 98              | Monika Schachl (AUT)       | 87e             |

| Vlaanderen-Capri Sonne-T Interim VLL | Vlaanderen-Capri Sonne-T Interim VLL | Vlaanderen-Capri Sonne-T Interim VLL |
| ------------------------------------ | ------------------------------------ | ------------------------------------ |
| Num                                  | Coureuse                             | Pos                                  |
| 103                                  | Debby Mansveld (NED)                 | 30e                                  |
| 104                                  | Sharon Vandromme (BEL)               | 65e                                  |
| 105                                  | Laure Werner (BEL)                   | 63e                                  |
| 106                                  | Ine Wannijn (BEL)                    | 60e                                  |
| 107                                  | Veronique Belleter (BEL)             | 12e                                  |

| S.A.T.S TSA | S.A.T.S TSA                         | S.A.T.S TSA |
| ----------- | ----------------------------------- | ----------- |
| Num         | Coureuse                            | Pos         |
| 112         | Dorte Lohse Rasmussen (DEN) (route) | 6e          |
| 113         | Mette Fischer Andreasen             | 29e         |
| 114         | Rachel Heal (GBR)                   | 39e         |
| 116         | Trine Hansen                        | 35e         |
| 119         | Alisha Lion (USA)                   | 62e         |

| Therme Skin Care TSC | Therme Skin Care TSC           | Therme Skin Care TSC |
| -------------------- | ------------------------------ | -------------------- |
| Num                  | Coureuse                       | Pos                  |
| 121                  | Sarah Düster (GER)             | 9e                   |
| 123                  | Corine Hierckens (BEL) (route) | 15e                  |
| 125                  | Moniek Rotmensen (NED)         | 59e                  |
| 126                  | Irene van den Broek (NED)      | AB                   |
| 127                  | Liesbeth Bakker (NED)          | AB                   |
| 129                  | Arenda Grimberg (NED)          | 50e                  |

| Allemagne GER | Allemagne GER       | Allemagne GER |
| ------------- | ------------------- | ------------- |
| Num           | Coureuse            | Pos           |
| 131           | Ina-Yoko Teutenberg | 5e            |
| 132           | Madeleine Sandig    | 77e           |
| 133           | Claudia Stumpf      | 76e           |
| 134           | Marlen Jöhrend      | 56e           |
| 135           | Sabine Fischer      | 54e           |
| 136           | Bianca Knöpfle      | 51e           |
| 139           | Ellen Heiny         | 66e           |

| Suisse SUI | Suisse SUI        | Suisse SUI |
| ---------- | ----------------- | ---------- |
| Num        | Coureuse          | Pos        |
| 141        | Bettina Kühn      | 17e        |
| 142        | Monika Furrer     | 58e        |
| 143        | Patricia Schwager | 52e        |
| 144        | Andrea Knecht     | 37e        |
| 145        | Sabrina Emmasi    | AB         |
| 147        | Sarah Grab        | 57e        |

| Italie ITA | Italie ITA              | Italie ITA |
| ---------- | ----------------------- | ---------- |
| Num        | Coureuse                | Pos        |
| 151        | Giorgia Bronzini        | 1re        |
| 152        | Alessandra D'Ettorre    | 80e        |
| 153        | Monia Baccaille         | 61e        |
| 154        | Silvia Parietti (route) | 67e        |
| 155        | Laura Bozzolo           | 81e        |
| 156        | Noemi Cantele           | 69e        |

| France FRA | France FRA               | France FRA |
| ---------- | ------------------------ | ---------- |
| Num        | Coureuse                 | Pos        |
| 161        | Sophie Creux             | 53e        |
| 162        | Magalie Finot-Laivier    | 70e        |
| 163        | Marina Jaunâtre          | 18e        |
| 164        | Magali Le Floc'h (route) | 41e        |
| 165        | Edwige Pitel             | 92e        |
| 166        | Élodie Touffet           | 40e        |

| Canada CAN | Canada CAN         | Canada CAN |
| ---------- | ------------------ | ---------- |
| Num        | Coureuse           | Pos        |
| 171        | Erinne Willock     | 44e        |
| 172        | Audrey Lemieux     | 33e        |
| 173        | Susan Palmer-Komar | AB         |
| 177        | Laura McKenzie     | 36e        |

| Autriche AUT | Autriche AUT       | Autriche AUT |
| ------------ | ------------------ | ------------ |
| Num          | Coureuse           | Pos          |
| 181          | Bernadette Schober | 85e          |
| 182          | Daniela Pintarelli | 83e          |
| 183          | Kathrin Schatte    | AB           |
| 184          | Hemma Praschk      | AB           |

| Pologne POL | Pologne POL                        | Pologne POL |
| ----------- | ---------------------------------- | ----------- |
| Num         | Coureuse                           | Pos         |
| 191         | Anna Skawinska                     | 72e         |
| 192         | Paulina Brzeźna-Bentkowska (route) | 79e         |
| 193         | Małgorzata Jasińska                | 23e         |
| 194         | Monika Krawczyk                    | 22e         |

| Team Stuttgart ___ | Team Stuttgart ___     | Team Stuttgart ___ |
| ------------------ | ---------------------- | ------------------ |
| Num                | Coureuse               | Pos                |
| 211                | Katharina Blum (GER)   | 73e                |
| 212                | Sabine Clas (GER)      | AB                 |
| 214                | Caroline Humplik (GER) | AB                 |
| 215                | Simone Otto (GER)      | AB                 |
| 216                | Anja Ritter (GER)      | AB                 |

| Toyota Motor Company-Zugvogel Berlin ___ | Toyota Motor Company-Zugvogel Berlin ___ | Toyota Motor Company-Zugvogel Berlin ___ |
| ---------------------------------------- | ---------------------------------------- | ---------------------------------------- |
| Num                                      | Coureuse                                 | Pos                                      |
| 221                                      | Birgit Hollmann (GER)                    | 91e                                      |
| 222                                      | Susanne Beyer (GER)                      | 82e                                      |
| 223                                      | Nicole Kampeter (GER)                    | 86e                                      |
| 224                                      | Elke Gebhardt (GER)                      | 64e                                      |
| 226                                      | Birgit Söllner (GER)                     | 28e                                      |
| 227                                      | Claudia Hecht (GER)                      | 93e                                      |

| Cube Feminin ___ | Cube Feminin ___          | Cube Feminin ___ |
| ---------------- | ------------------------- | ---------------- |
| Num              | Coureuse                  | Pos              |
| 231              | Stefanie Degle (GER)      | AB               |
| 232              | Sandra Dietl (GER)        | AB               |
| 233              | Petronella Hattingh (RSA) | AB               |
| 234              | Rosmarie Mayer (GER)      | AB               |
| 235              | Claudia Meyer (GER)       | 99e              |
| 236              | Eva Maria Neumark (GER)   | AB               |

| Equipe Nürnberger Versicherung NUR | Equipe Nürnberger Versicherung NUR | Equipe Nürnberger Versicherung NUR |
| ---------------------------------- | ---------------------------------- | ---------------------------------- |
| Num                                | Coureuse                           | Pos                                |
| 2                                  | Olivia Gollan (AUS)                | 97e                                |
| 3                                  | Regina Schleicher (GER) (route)    | 95e                                |
| 4                                  | Anke Wichmann (GER)                | 94e                                |
| 5                                  | Oenone Wood (AUS)                  | 3e                                 |
| 6                                  | Trixi Worrack (GER)                | 46e                                |
| 8                                  | Madeleine Lindberg (SWE)           | 96e                                |

| Buitenpoort-Flexpoint BFL | Buitenpoort-Flexpoint BFL       | Buitenpoort-Flexpoint BFL |
| ------------------------- | ------------------------------- | ------------------------- |
| Num                       | Coureuse                        | Pos                       |
| 11                        | Susanne Ljungskog (SWE) (route) | 13e                       |
| 12                        | Mirjam Melchers (NED)           | 11e                       |
| 13                        | Tanja Schmidt-Hennes (GER)      | 14e                       |
| 14                        | Luise Keller (GER)              |                           |
| 15                        | Linda Serup (DEN)               | 43e                       |
| 19                        | Sandra Rombouts (NED)           | 78e                       |

| Van Bemmelen-AA Drink BAA | Van Bemmelen-AA Drink BAA | Van Bemmelen-AA Drink BAA |
| ------------------------- | ------------------------- | ------------------------- |
| Num                       | Coureuse                  | Pos                       |
| 21                        | Sara Carrigan (AUS)       | 42e                       |
| 22                        | Natalie Bates (AUS)       | 88e                       |
| 24                        | Suzanne de Goede (NED)    | 7e                        |
| 26                        | Theresa Senff (GER)       | 49e                       |
| 27                        | Katherine Bates (AUS)     | AB                        |
| 29                        | Sandra Missbach (GER)     | 98e                       |

| Nobili Rubinetterie-Menikini NMC | Nobili Rubinetterie-Menikini NMC | Nobili Rubinetterie-Menikini NMC |
| -------------------------------- | -------------------------------- | -------------------------------- |
| Num                              | Coureuse                         | Pos                              |
| 32                               | Joanne Kiesanowski (NZL)         | 10e                              |
| 34                               | Miho Oki (JPN) (route)           | 25e                              |
| 36                               | Daniela Fusar Poli (ITA)         | 26e                              |
| 39                               | Milena Pirola (ITA)              | 84e                              |

| Bianchi Aliverti ALI | Bianchi Aliverti ALI    | Bianchi Aliverti ALI |
| -------------------- | ----------------------- | -------------------- |
| Num                  | Coureuse                | Pos                  |
| 52                   | Barbara Cazzaniga (ITA) | 74e                  |
| 53                   | Lise Christensen        | 68e                  |
| 54                   | Luisa Tamanini (ITA)    | 31e                  |
| 55                   | Erika Vilūnaitė (LTU)   | 48e                  |

| Safi-Pasta Zara Manhattan SAF | Safi-Pasta Zara Manhattan SAF | Safi-Pasta Zara Manhattan SAF |
| ----------------------------- | ----------------------------- | ----------------------------- |
| Num                           | Coureuse                      | Pos                           |
| 61                            | Nicole Cooke (GBR) (route)    | 38e                           |
| 62                            | Rochelle Gilmore (AUS)        | 2e                            |
| 64                            | Zita Urbonaitė (LTU)          | 32e                           |
| 65                            | Diana Žiliūtė (LTU)           | 21e                           |
| 66                            | Anna Zugno (ITA)              | 47e                           |
| 69                            | Gessica Turato (ITA)          | 45e                           |

| Univega Pro Cycling Team UPT | Univega Pro Cycling Team UPT | Univega Pro Cycling Team UPT |
| ---------------------------- | ---------------------------- | ---------------------------- |
| Num                          | Coureuse                     | Pos                          |
| 71                           | Priska Doppmann (SUI)        | 8e                           |
| 73                           | Christiane Soeder (AUT)      | 71e                          |
| 75                           | Emma Rickards (AUS)          | 16e                          |

| SC Michela Fanini Record Rox MIC | SC Michela Fanini Record Rox MIC | SC Michela Fanini Record Rox MIC |
| -------------------------------- | -------------------------------- | -------------------------------- |
| Num                              | Coureuse                         | Pos                              |
| 82                               | Alessandra Borchi (ITA)          | 89e                              |
| 83                               | Annette Beutler (SUI)            | 24e                              |
| 84                               | Małgorzata Wysocka (POL)         | 27e                              |
| 85                               | Katia Longhin (ITA)              | 4e                               |
| 86                               | Letizia Giardinelli (ITA)        | 90e                              |
| 87                               | Elisa Maggini (ITA)              | AB                               |

| ELK Haus Nö CRE | ELK Haus Nö CRE            | ELK Haus Nö CRE |
| --------------- | -------------------------- | --------------- |
| Num             | Coureuse                   | Pos             |
| 91              | Andrea Graus (AUT) (route) | 20e             |
| 92              | Monica Holler (SWE)        | 34e             |
| 93              | Isabella Wieser (AUT)      | 19e             |
| 94              | Claudia Häusler (GER)      | 55e             |
| 95              | Patricia Hempel (GER)      | 75e             |
| 98              | Monika Schachl (AUT)       | 87e             |

| Vlaanderen-Capri Sonne-T Interim VLL | Vlaanderen-Capri Sonne-T Interim VLL | Vlaanderen-Capri Sonne-T Interim VLL |
| ------------------------------------ | ------------------------------------ | ------------------------------------ |
| Num                                  | Coureuse                             | Pos                                  |
| 103                                  | Debby Mansveld (NED)                 | 30e                                  |
| 104                                  | Sharon Vandromme (BEL)               | 65e                                  |
| 105                                  | Laure Werner (BEL)                   | 63e                                  |
| 106                                  | Ine Wannijn (BEL)                    | 60e                                  |
| 107                                  | Veronique Belleter (BEL)             | 12e                                  |

| S.A.T.S TSA | S.A.T.S TSA                         | S.A.T.S TSA |
| ----------- | ----------------------------------- | ----------- |
| Num         | Coureuse                            | Pos         |
| 112         | Dorte Lohse Rasmussen (DEN) (route) | 6e          |
| 113         | Mette Fischer Andreasen             | 29e         |
| 114         | Rachel Heal (GBR)                   | 39e         |
| 116         | Trine Hansen                        | 35e         |
| 119         | Alisha Lion (USA)                   | 62e         |

| Therme Skin Care TSC | Therme Skin Care TSC           | Therme Skin Care TSC |
| -------------------- | ------------------------------ | -------------------- |
| Num                  | Coureuse                       | Pos                  |
| 121                  | Sarah Düster (GER)             | 9e                   |
| 123                  | Corine Hierckens (BEL) (route) | 15e                  |
| 125                  | Moniek Rotmensen (NED)         | 59e                  |
| 126                  | Irene van den Broek (NED)      | AB                   |
| 127                  | Liesbeth Bakker (NED)          | AB                   |
| 129                  | Arenda Grimberg (NED)          | 50e                  |

| Allemagne GER | Allemagne GER       | Allemagne GER |
| ------------- | ------------------- | ------------- |
| Num           | Coureuse            | Pos           |
| 131           | Ina-Yoko Teutenberg | 5e            |
| 132           | Madeleine Sandig    | 77e           |
| 133           | Claudia Stumpf      | 76e           |
| 134           | Marlen Jöhrend      | 56e           |
| 135           | Sabine Fischer      | 54e           |
| 136           | Bianca Knöpfle      | 51e           |
| 139           | Ellen Heiny         | 66e           |

| Suisse SUI | Suisse SUI        | Suisse SUI |
| ---------- | ----------------- | ---------- |
| Num        | Coureuse          | Pos        |
| 141        | Bettina Kühn      | 17e        |
| 142        | Monika Furrer     | 58e        |
| 143        | Patricia Schwager | 52e        |
| 144        | Andrea Knecht     | 37e        |
| 145        | Sabrina Emmasi    | AB         |
| 147        | Sarah Grab        | 57e        |

| Italie ITA | Italie ITA              | Italie ITA |
| ---------- | ----------------------- | ---------- |
| Num        | Coureuse                | Pos        |
| 151        | Giorgia Bronzini        | 1re        |
| 152        | Alessandra D'Ettorre    | 80e        |
| 153        | Monia Baccaille         | 61e        |
| 154        | Silvia Parietti (route) | 67e        |
| 155        | Laura Bozzolo           | 81e        |
| 156        | Noemi Cantele           | 69e        |

| France FRA | France FRA               | France FRA |
| ---------- | ------------------------ | ---------- |
| Num        | Coureuse                 | Pos        |
| 161        | Sophie Creux             | 53e        |
| 162        | Magalie Finot-Laivier    | 70e        |
| 163        | Marina Jaunâtre          | 18e        |
| 164        | Magali Le Floc'h (route) | 41e        |
| 165        | Edwige Pitel             | 92e        |
| 166        | Élodie Touffet           | 40e        |

| Canada CAN | Canada CAN         | Canada CAN |
| ---------- | ------------------ | ---------- |
| Num        | Coureuse           | Pos        |
| 171        | Erinne Willock     | 44e        |
| 172        | Audrey Lemieux     | 33e        |
| 173        | Susan Palmer-Komar | AB         |
| 177        | Laura McKenzie     | 36e        |

| Autriche AUT | Autriche AUT       | Autriche AUT |
| ------------ | ------------------ | ------------ |
| Num          | Coureuse           | Pos          |
| 181          | Bernadette Schober | 85e          |
| 182          | Daniela Pintarelli | 83e          |
| 183          | Kathrin Schatte    | AB           |
| 184          | Hemma Praschk      | AB           |

| Pologne POL | Pologne POL                        | Pologne POL |
| ----------- | ---------------------------------- | ----------- |
| Num         | Coureuse                           | Pos         |
| 191         | Anna Skawinska                     | 72e         |
| 192         | Paulina Brzeźna-Bentkowska (route) | 79e         |
| 193         | Małgorzata Jasińska                | 23e         |
| 194         | Monika Krawczyk                    | 22e         |

| Team Stuttgart ___ | Team Stuttgart ___     | Team Stuttgart ___ |
| ------------------ | ---------------------- | ------------------ |
| Num                | Coureuse               | Pos                |
| 211                | Katharina Blum (GER)   | 73e                |
| 212                | Sabine Clas (GER)      | AB                 |
| 214                | Caroline Humplik (GER) | AB                 |
| 215                | Simone Otto (GER)      | AB                 |
| 216                | Anja Ritter (GER)      | AB                 |

| Toyota Motor Company-Zugvogel Berlin ___ | Toyota Motor Company-Zugvogel Berlin ___ | Toyota Motor Company-Zugvogel Berlin ___ |
| ---------------------------------------- | ---------------------------------------- | ---------------------------------------- |
| Num                                      | Coureuse                                 | Pos                                      |
| 221                                      | Birgit Hollmann (GER)                    | 91e                                      |
| 222                                      | Susanne Beyer (GER)                      | 82e                                      |
| 223                                      | Nicole Kampeter (GER)                    | 86e                                      |
| 224                                      | Elke Gebhardt (GER)                      | 64e                                      |
| 226                                      | Birgit Söllner (GER)                     | 28e                                      |
| 227                                      | Claudia Hecht (GER)                      | 93e                                      |

| Cube Feminin ___ | Cube Feminin ___          | Cube Feminin ___ |
| ---------------- | ------------------------- | ---------------- |
| Num              | Coureuse                  | Pos              |
| 231              | Stefanie Degle (GER)      | AB               |
| 232              | Sandra Dietl (GER)        | AB               |
| 233              | Petronella Hattingh (RSA) | AB               |
| 234              | Rosmarie Mayer (GER)      | AB               |
| 235              | Claudia Meyer (GER)       | 99e              |
| 236              | Eva Maria Neumark (GER)   | AB               |

Source,.